# NASA Outstanding Leadership Medal
La NASA Outstanding Leadership Medal (OLM) è un riconoscimento dell'agenzia spaziale NASA che viene assegnato ai dipendenti aventi ruoli dirigenziali e di comando che si sono distinti influenzando in modo significativo i programmi tecnici o amministrativi della NASA.
Il premio di leadership può essere assegnato per un atto di responsabilità, per contributi rilevanti, produttività, efficacia nel proprio ruolo dirigenziale, per le capacità di guidare ed agevolare le capacità del personale talentuoso talenti in subordine, sia amministrativo che tecnico o con altri inquadramenti.
Il riconoscimento, rappresentato formalmente da una medaglia, è stato istituito nel 1959. I nominativi dei candidati sono approvati dall'amministratore NASA e consegnati a un numero di individui e gruppi di individui accuratamente selezionati, sia governativi che non governativi, che si sono distinti fornendo eccezionali contributi alle missioni dell'agenzia. Il presidente dell'Incentive Awards Board (IAB) richiede annualmente i nominativi per i riconoscimenti che verranno assegnati dalla NASA. Dopo una rigorosa selezione da parte di una commissione di revisione, le candidature vengono approvate dal direttore del centro o dal funzionario responsabile e vengono inoltrate al Presidente IAB. Le medaglie e/o i certificati della NASA vengono successivamente consegnati ai destinatari dei premi dai più alti funzionari dell'Agenzia durante le cerimonie di premiazione annuali tenute in ciascun centro NASA.